# Abderrahim Chkilit
Abderrahim Chkilit (Arabic: عبد الرحيم شكيليط) (sinh ngày 14 tháng 2 năm 1976) là một hậu vệ bóng đá người Maroc thi đấu cho Widad Fez.
Chkilit có ít lần ra sân cho Đội tuyển bóng đá quốc gia Maroc, bao gồm trận giao hữu với Mali vào ngày 28 tháng 5 năm 2004.